# Calliphora lopesi
Calliphora lopesi este o specie de muște din genul Calliphora, familia Calliphoridae, descrisă de Mello în anul 1962. Conform Catalogue of Life specia Calliphora lopesi nu are subspecii cunoscute.